# Deutsche Wasserball-Liga 2013/14
Die Saison 2013/14 der Deutschen Wasserball-Liga begann am 19. Oktober 2013 mit der Hauptrunde und endete mit dem entscheidenden dritten Sieg der Wasserfreunde Spandau 04 im fünften Spiel des Finales über Titelverteidiger ASC Duisburg. Der Rekordmeister aus Spandau sicherte sich damit seinen 33. Titel seit 1979. In die 2. Wasserball-Liga stiegen der 7-malige Altmeister Duisburger SV 98 und der Neuling SC Wasserfreunde Fulda ab.

## Modus
Die Spiele werden nach dem Rundensystem mit Hauptrunde (Hin- und Rückspiel), Qualifikationsrunde (Best-of-Five) sowie Meisterschaftsrunde (Play-off Endrunde) und Abstiegsrunde (Play-down Endrunde) von Mitte Oktober 2013 bis Ende Mai 2014 ausgetragen.

## Hauptrunde
Gespielt wurde in zwei Gruppen zu je acht Mannschaften in einer einfachen Runde mit Hin- und Rückspiel. In der Gruppe A, der die besten acht Mannschaften der Vorsaison angehörten, qualifizierten sich die ersten vier direkt für die Play-off Endrunde. Die letzten vier der Gruppe A mussten in eine Qualifikationsrunde mit den ersten vier Mannschaften der Gruppe B. Für die letzten vier Mannschaften der Gruppe B ging es direkt in die Play-down Endrunde.

### Gruppe A

#### Abschlusstabelle
| Pl. | Verein                      | Sp. | S  | U | N  | Tore    | Diff. | Punkte |
| --- | --------------------------- | --- | -- | - | -- | ------- | ----- | ------ |
| 1.  | Wasserfreunde Spandau 04    | 14  | 13 | 0 | 1  | 196:910 | +105  | 26:20  |
| 2.  | ASC Duisburg (M,P)          | 14  | 12 | 0 | 2  | 211:960 | +115  | 24:40  |
| 3.  | Waspo 98 Hannover           | 14  | 10 | 0 | 4  | 181:111 | +70   | 20:80  |
| 4.  | SV Cannstatt                | 14  | 6  | 2 | 6  | 115:159 | −44   | 14:14  |
| 5.  | SSV Esslingen (A-B)         | 14  | 5  | 2 | 7  | 141:166 | −25   | 12:16  |
| 6.  | White Sharks Hannover (A-B) | 14  | 5  | 0 | 9  | 122:169 | −47   | 10:18  |
| 7.  | SV Bayer Uerdingen 08       | 14  | 3  | 0 | 11 | 123:162 | −39   | 06:22  |
| 8.  | SG Neukölln Berlin (A-B)    | 14  | 0  | 0 | 14 | 093:228 | −135  | 0:28   |

 Teilnehmer an der Qualifikationsrunde Gruppe A – Gruppe B 
 (M) amtierender Meister 
 (P) amtierender Pokalsieger 
 (A-B) Aufsteiger aus der Gruppe B der vorherigen Saison

#### Kreuztabelle
Die Kreuztabelle stellt die Ergebnisse aller Spiele dieser Saison dar. Die Heimmannschaft ist in der linken Spalte aufgelistet und die Gastmannschaft in der obersten Reihe.
| Gruppe A 19. Oktober 2013 – 8. März 2014 | Gruppe A 19. Oktober 2013 – 8. März 2014 | Wasserfreunde Spandau 04 | ASC Duisburg | Waspo 98 Hannover | SV Cannstatt | SSV Esslingen | White Sharks Hannover | SV Bayer Uerdingen 08 | SG Neukölln Berlin |
| ---------------------------------------- | ---------------------------------------- | ------------------------ | ------------ | ----------------- | ------------ | ------------- | --------------------- | --------------------- | ------------------ |
| 01.                                      | Wasserfreunde Spandau 04                 |                          | 14:12        | 22:40             | 12:70        | 17:50         | 19:60                 | 13:70                 | 16:50              |
| 02.                                      | ASC Duisburg                             | 9:6                      |              | 9:8               | 17:20        | 26:10         | 16:30                 | 12:50                 | 17:70              |
| 03.                                      | Waspo 98 Hannover                        | 10:11                    | 8:7          |                   | 15:30        | 10:60         | 17:80                 | 9:5                   | 24:60              |
| 04.                                      | SV Cannstatt                             | 05:11                    | 09:14        | 12:10             |              | 8:8           | 13:11                 | 10:90                 | 12:70              |
| 05.                                      | SSV Esslingen                            | 07:13                    | 10:14        | 13:14             | 7:7          |               | 13:80                 | 12:90                 | 13:11              |
| 06.                                      | White Sharks Hannover                    | 06:11                    | 05:17        | 04:10             | 8:9          | 10:90         |                       | 12:10                 | 18:70              |
| 07.                                      | SV Bayer Uerdingen 08                    | 04:14                    | 07:13        | 08:12             | 11:10        | 14:15         | 12:13                 |                       | 10:90              |
| 08.                                      | SG Neukölln Berlin                       | 04:17                    | 02:28        | 07:27             | 09:11        | 05:13         | 06:10                 | 08:12                 |                    |

### Gruppe B

#### Abschlusstabelle
| Pl. | Verein                     | Sp. | S  | U | N  | Tore    | Diff. | Punkte |
| --- | -------------------------- | --- | -- | - | -- | ------- | ----- | ------ |
| 1.  | OSC Potsdam (A-A)          | 14  | 11 | 2 | 1  | 203:118 | +85   | 24:40  |
| 2.  | SV Krefeld 72              | 14  | 11 | 0 | 3  | 168:128 | +40   | 22:60  |
| 3.  | SC Wedding Berlin (A-A)    | 14  | 8  | 2 | 4  | 140:112 | +28   | 18:10  |
| 4.  | SV Weiden (A-A)            | 14  | 7  | 1 | 6  | 144:139 | +5    | 15:13  |
| 5.  | SVV Plauen (N)             | 14  | 6  | 1 | 7  | 117:123 | −6    | 13:15  |
| 6.  | SC Neustadt                | 14  | 4  | 1 | 9  | 126:147 | −21   | 09:19  |
| 7.  | Duisburger SV 98           | 14  | 4  | 0 | 10 | 108:152 | −44   | 08:20  |
| 8.  | SC Wasserfreunde Fulda (N) | 14  | 1  | 1 | 12 | 103:190 | −87   | 03:25  |

 Teilnehmer an der Qualifikationsrunde Gruppe A – Gruppe B 
 (N) Aufsteiger aus der 2. Wasserball-Liga 
 (A-A) Absteiger aus der Gruppe A der vorherigen Saison

#### Kreuztabelle
Die Kreuztabelle stellt die Ergebnisse aller Spiele dieser Saison dar. Die Heimmannschaft ist in der linken Spalte aufgelistet und die Gastmannschaft in der obersten Reihe.
| Gruppe B 19. Oktober 2013 – 8. März 2014 | Gruppe B 19. Oktober 2013 – 8. März 2014 | OSC Potsdam | SV Krefeld 72 | SC Wedding Berlin | SV Weiden | SVV Plauen | SC Neustadt | Duisburger SV 98 | SC Wasserfreunde Fulda |
| ---------------------------------------- | ---------------------------------------- | ----------- | ------------- | ----------------- | --------- | ---------- | ----------- | ---------------- | ---------------------- |
| 01.                                      | OSC Potsdam                              |             | 13:90         | 8:8               | 20:90     | 17:90      | 12:70       | 17:80            | 25:90                  |
| 02.                                      | SV Krefeld 72                            | 16:10       |               | 8:6               | 16:50     | 12:90      | 13:10       | 17:70            | 17:80                  |
| 03.                                      | SC Wedding Berlin                        | 6:9         | 15:60         |                   | 13:80     | 7:8        | 11:80       | 8:7              | 19:60                  |
| 04.                                      | SV Weiden                                | 10:12       | 17:80         | 10:10             |           | 12:50      | 16:10       | 9:7              | 16:70                  |
| 05.                                      | SVV Plauen                               | 7:7         | 6:9           | 07:12             | 5:4       |            | 16:90       | 09:10            | 9:4                    |
| 06.                                      | SC Neustadt                              | 09:18       | 07:11         | 10:40             | 09:10     | 9:6        |             | 9:5              | 13:50                  |
| 07.                                      | Duisburger SV 98                         | 04:12       | 06:14         | 08:10             | 12:90     | 03:12      | 12:80       |                  | 9:4                    |
| 08.                                      | SC Wasserfreunde Fulda                   | 07:23       | 09:12         | 09:11             | 5:9       | 8:9        | 8:8         | 14:10            |                        |

## Qualifikationsrunde Gruppe A – Gruppe B
In der Qualifikationsrunde wurden die letzten vier Teilnehmer für die Play-off bzw. Play-down Endrunde ermittelt. Dabei trafen die letzten vier der Gruppe A auf die besten vier Mannschaften der Gruppe B. Die vier Sieger sicherten sich außerdem noch den Startplatz in der Gruppe A zur Folgesaison.
Modus: Best-of-Five
Termine: 15. März 2014 (1. Spiel), 22. März 2014 (2. Spiel), 23. März 2014 (3. Spiel), 25./26./27. März 2014 (4. Spiel) und 29. März 2014 (5. Spiel)
Die Mannschaften der Gruppe B hatten im 1. und 4. Spiel Heimrecht.
|           | Paarung           | Paarung | Paarung               | 1.    | 2.    | 3.    | 4.    | 5.    |
| --------- | ----------------- | ------- | --------------------- | ----- | ----- | ----- | ----- | ----- |
| 1.B – 8.A | OSC Potsdam       | –       | SG Neukölln Berlin    | 10:60 | 09:11 | 17:18 | 17:12 | 08:10 |
| 2.B – 7.A | SV Krefeld 72     | –       | SV Bayer Uerdingen 08 | 07:10 | 9:6   | 05:11 | 7:8   | –––   |
| 3.B – 6.A | SC Wedding Berlin | –       | White Sharks Hannover | 14:13 | 07:10 | 05:11 | 07:11 | –––   |
| 4.B – 5.A | SV Weiden         | –       | SSV Esslingen         | 08:14 | 12:19 | 11:13 | –––   | –––   |

 Esslingen, Hannover, Uerdingen und Neukölln qualifizierten sich für die Playoff-Endrunde und verbleiben zur Saison 2014/15 in der Gruppe A.

## Play-down

### Viertelfinale
Modus: Best-of-Three
Termine: 5. April 2014 (1. Spiel), 12. April 2014 (2. Spiel) und 13. April 2014 (3. Spiel)
Die erstgenannte Mannschaft hatte nur im 1. Spiel Heimrecht.
| Paarung                | Paarung | Paarung           | 1.    | 2.    | 3.    |
| ---------------------- | ------- | ----------------- | ----- | ----- | ----- |
| SC Wasserfreunde Fulda | –       | OSC Potsdam       | 09:12 | 13:18 | –––   |
| Duisburger SV 98       | –       | SV Krefeld 72     | 08:12 | 09:10 | –––   |
| SC Neustadt            | –       | SC Wedding Berlin | 9:7   | 08:12 | 10:90 |
| SSV Plauen             | –       | SV Weiden         | 8:7   | 12:90 | –––   |

### Abstieg 13–16

#### Halbfinale
Modus: Best-of-Five
Termine: 26. April 2014 (1. Spiel), 3. Mai 2014 (2. Spiel), 4. Mai 2014 (3. Spiel), 10. Mai 2014 (4. Spiel) und 17. Mai 2014 (5. Spiel)
Die erstgenannte Mannschaft hatte im 1. und 4. Spiel Heimrecht.
| Paarung                | Paarung | Paarung           | 1.    | 2.    | 3.    | 4.    | 5.    |
| ---------------------- | ------- | ----------------- | ----- | ----- | ----- | ----- | ----- |
| SC Wasserfreunde Fulda | –       | SV Weiden         | 8:6   | 09:12 | 08:11 | 17:15 | 07:14 |
| Duisburger SV 98       | –       | SC Wedding Berlin | 07:10 | 10:11 | 08:11 | –––   | –––   |

 Absteiger in die 2. Wasserball-Liga

#### Spiel um Platz 13
Termine: Hinspiel: 24. Mai 2014 und Rückspiel: 31. Mai 2014
| Paarung   | Paarung | Paarung           | Hin | Rück |
| --------- | ------- | ----------------- | --- | ---- |
| SV Weiden | –       | SC Wedding Berlin | 7:7 | 9:11 |

### Turnier um die Plätze 9–12 inPlauen

#### Halbfinale
Termin: 17. Mai 2014
| Paarung     | Paarung | Paarung       | Ergebnis |
| ----------- | ------- | ------------- | -------- |
| SSV Plauen  | –       | OSC Potsdam   | 13:80    |
| SC Neustadt | –       | SV Krefeld 72 | 8:7      |

#### Spiel um Platz 11
Termin: 18. Mai 2014
| Paarung     | Paarung | Paarung       | Ergebnis |
| ----------- | ------- | ------------- | -------- |
| OSC Potsdam | –       | SV Krefeld 72 | 11:12    |

#### Spiel um Platz 9
Termin: 18. Mai 2014
| Paarung    | Paarung | Paarung     | Ergebnis |
| ---------- | ------- | ----------- | -------- |
| SSV Plauen | –       | SC Neustadt | 12:11    |

## Play-off

### Viertelfinale
Modus: Best-of-Three
Termine: 5. April 2014 (1. Spiel) und 12. April 2014 (2. Spiel)
| Paarung               | Paarung | Paarung                  | 1.    | 2.    | 3.  |
| --------------------- | ------- | ------------------------ | ----- | ----- | --- |
| SG Neukölln Berlin    | –       | Wasserfreunde Spandau 04 | 04:18 | 04:17 | ––– |
| ASC Duisburg          | –       | SV Bayer Uerdingen 08    | 17:50 | 23:60 | ––– |
| White Sharks Hannover | –       | Waspo 98 Hannover        | 08:11 | 03:12 | ––– |
| SSV Esslingen         | –       | SV Cannstatt             | 13:11 | 15:30 | ––– |

### Turnier um die Plätze 5–8 inHannover

#### Halbfinale
Termin: 17. Mai 2014
| Paarung               | Paarung | Paarung               | Ergebnis |
| --------------------- | ------- | --------------------- | -------- |
| White Sharks Hannover | –       | SV Bayer Uerdingen 08 | 14:13    |
| SV Cannstatt          | –       | SG Neukölln Berlin    | 11:80    |

#### Spiel um Platz 7
Termin: 18. Mai 2014
| Paarung               | Paarung | Paarung            | Ergebnis |
| --------------------- | ------- | ------------------ | -------- |
| SV Bayer Uerdingen 08 | –       | SG Neukölln Berlin | 15:10    |

#### Spiel um Platz 5
Termin: 18. Mai 2014
| Paarung               | Paarung | Paarung      | Ergebnis |
| --------------------- | ------- | ------------ | -------- |
| White Sharks Hannover | –       | SV Cannstatt | 12:11    |

### Plätze 1–4

#### Halbfinale
Modus: Best-of-Five
Termine: 23/24. April 2014 (1. Spiel), 26. April 2014 (2. Spiel), 27. April 2014 (3. Spiel) und 30. April 2014 (4. Spiel)
Die erstgenannte Mannschaft hatte im 1. und 4. Spiel Heimrecht.
| Paarung           | Paarung | Paarung                  | 1.    | 2.    | 3.    | 4.  | 5.  |
| ----------------- | ------- | ------------------------ | ----- | ----- | ----- | --- | --- |
| SSV Esslingen     | –       | Wasserfreunde Spandau 04 | 04:14 | 01:23 | 02:20 | ––– | ––– |
| Waspo 98 Hannover | –       | ASC Duisburg             | 05:13 | 08:13 | 8:7   | 5:6 | ––– |

#### Spiel um Platz 3
Modus: Best-of-Three
Termine: 14. Mai 2014 (Esslingen) und 17. Mai 2014 (Hannover)
| Paarung       | Paarung | Paarung           | 1.    | 2.    | 3.  |
| ------------- | ------- | ----------------- | ----- | ----- | --- |
| SSV Esslingen | –       | Waspo 98 Hannover | 06:16 | 03:13 | ––– |

#### Finale
Modus: Best-of-Five
Termine: 14. Mai 2014 (Duisburg), 17. Mai 2014 (Berlin), 18. Mai 2014 (Berlin), 21. Mai 2014 (Duisburg) und 24. Mai 2014 (Berlin)
| Paarung      | Paarung | Paarung                  | 1.  | 2.    | 3.    | 4.  | 5.  |
| ------------ | ------- | ------------------------ | --- | ----- | ----- | --- | --- |
| ASC Duisburg | –       | Wasserfreunde Spandau 04 | 5:4 | 08:11 | 06:12 | 7:6 | 5:7 |

 Deutscher Meister

## Die Meistermannschaft
| 1.                                | Wasserfreunde Spandau 04 |
| Logo der Wasserfreunde Spandau 04 | - Tor: László Baksa, Tim Höhne - Feldspieler: Timo van der Bosch, Fabian Schroedter, Mateo Ćuk, Hannes Schulz, Marc Politze , Thomas Kick, Erik Miers, Andreas Schlotterbeck, Moritz Oeler, Maurice Jüngling, Marko Stamm, Marin Restović, Tim Donner, Petar Marković, Maximilian Costa, Phillip Gottfried, Wolf Moog, Vincent Hebisch - Trainer: András Gyöngyösi bis Ende April, Peter Röhle |